# 잉여금
잉여금(剩餘金)은 일정시점에 재무상태표의 자산액이 부채액을 초과하는 부분에서 법정자본금(法定資本金)을 공제한 것으로 성질에 따라 자본잉여금과 이익잉여금으로 구분된다.
자본잉여금(Additional paid-in capital)은 자본준비금으로 주식발행차금(株式發行差金)·감자차익(減資差益)·재평가적립금(再評價積立金)·합병차익(合倂差益), 기타 자본잉여금(국고보조금·공사부담금)·보험차익, 자기주식의 매입차액과 매출차액, 債務免降益) 등이 있다.
이익잉여금(Retained earning)은 이익을 원천으로 한 잉여금으로서, 이익준비금·임의적립금·당기말 미처분이익잉여금·당기순이익 등으로 구분된다. 기업이란 이윤획득을 위해서 영업활동을 계속적으로 행하는 것이지만 결국은 활동결과 획득된 이윤을 공정하게 분배할 임무를 갖는 것이다. 이 이윤분배과정을 이익처분(利益處分)이라고 하는 것인데 이 이익처분의 대상이 되는 것은 이익잉여금이며 이것은 이익처분안(利益處分案)을 주주총회에서 승인을 받음으로써 행하여진다.

## 세계잉여금
세계잉여금(歲計剩餘金)은 재정(財政)의 운용결과 세수(稅收)가 예산상 목표액보다 초과징수되거나, 지출이 세출예산보다 적게 집행되어 불용액(不用額)이 발생된 경우 초과세입액과 세출불용액의 합계를 세계 잉여금이라고 한다.

## 분류
- 이익잉여금
- 자본잉여금

## 같이 보기
- 자본
- 자본잠식